# Julinho Botelho
Júlio Botelho (São Paulo, 29 de julho de 1929 — São Paulo, 11 de janeiro de 2003), mais conhecido como Julinho Botelho, foi um futebolista brasileiro. É um dos maiores ídolos da Portuguesa, Palmeiras e Fiorentina.
Julinho foi um dos grandes craques mundiais nos anos 50 e 60, sendo considerado o maior jogador da história da equipe viola italiana.
Sua primeira e única aparição em Copas do Mundo foi em 1954, sendo considerado pela imprensa mundial daquela época um dos melhores jogadores da edição.

## Carreira

### Início
Depois de tentar e não ser aproveitado nas peneiras do Corinthians, onde foi escalado de de lateral-esquerdo, Julinho foi para as categorias de base do Juventus em 1948. Foi descoberto em uma preliminar do time da Mooca, onde marcou seis gols defendendo a equipe de várzea do Sindicato dos Tecelões. Foi promovido para a equipe profissional em 1950. Pouco tempo depois saiu do time Grená, em 1951, e foi contratado pela Portuguesa por Cr$ 50 mil.

### Portuguesa
Estreou no time titular contra o Flamengo, no Maracanã, em 18 de fevereiro de 1951. A  Portuguesa perdeu por 5 a 2. Seis dias depois, em seu segundo jogo, marcou os seus 2 primeiros gols pela Portuguesa, na vitória de 4 a 2 sobre o América-RJ, no Pacaembu.
Chegou a marcar 4 gols em um mesmo jogo, na vitória da Portuguesa sobre o Corinthians, por 7 a 3, em 25 de novembro de 1951, no Pacaembu.
Fez parte do lendário time da Portuguesa que ganhou a Fita Azul em excursões pela Europa no início da década de 50. Suas atuações lhe renderam a convocação para a Copa do Mundo de 1954. 
Pela Portuguesa fez 191 partidas e marcou 101 gols.
Em julho de 1955, após conquistar seu segundo Torneio Rio São Paulo pela Portuguesa, marcando um dos gols da vitória por 2 a 0 sobre o Palmeiras, foi vendido para a Fiorentina, da Itália, por US$ 5.500.

### Fiorentina
Contratação mais cara da Fiorentina no ano de 1955, Julinho foi destaque na conquista do primeiro título italiano da história do time, na temporada de 1955/1956, quando a Fiorentina venceu 20, empatou 13 e perdeu apenas um dos 34 jogos que disputou, ficando 12 pontos à frente do vice-campeão, Milan. Julinho disputou 31 jogos e marcou seis gols.
Jogador de velocidade impressionante e técnica apurada para entrar em diagonal, partindo sempre da direita, Julinho Botelho foi o principal nome de uma Fiorentina que começava a aparecer para o mundo. O brasileiro ajudou a alçar o clube ao patamar dos grandes da Itália e foi essencial na conquista do primeiro campeonato italiano viola, em 1956. Era sua primeira temporada em Florença e ele foi o diferencial, com atuações decisivas e dribles que enchiam de orgulho os olhos dos torcedores.
Depois, ainda levou a equipe a dois vice-campeonatos consecutivos. Por isso, acabou sendo colocado, em 2013, no hall da fama da Fiorentina. Para muitos, é considerado o melhor ala direita da história do futebol, atrás apenas de Garrincha.
Certa vez, quando andava de trem na Itália, precisou passar a viagem inteira escondido no banheiro para evitar o assédio dos fãs.
Marcou 29 gols em 89 partidas nas três temporadas em que vestiu a camisa Viola.
Entretanto, em 1958 já mostrava seu desejo de retornar a São Paulo. A Fiorentina fez uma proposta irrecusável e ele ficou. Ficou por mais um ano, mas pela vontade de voltar lhe deram o apelido de "Senhor Tristeza".
Em 1996. Julinho foi premiado como melhor jogador da história da Fiorentina.

### Palmeiras

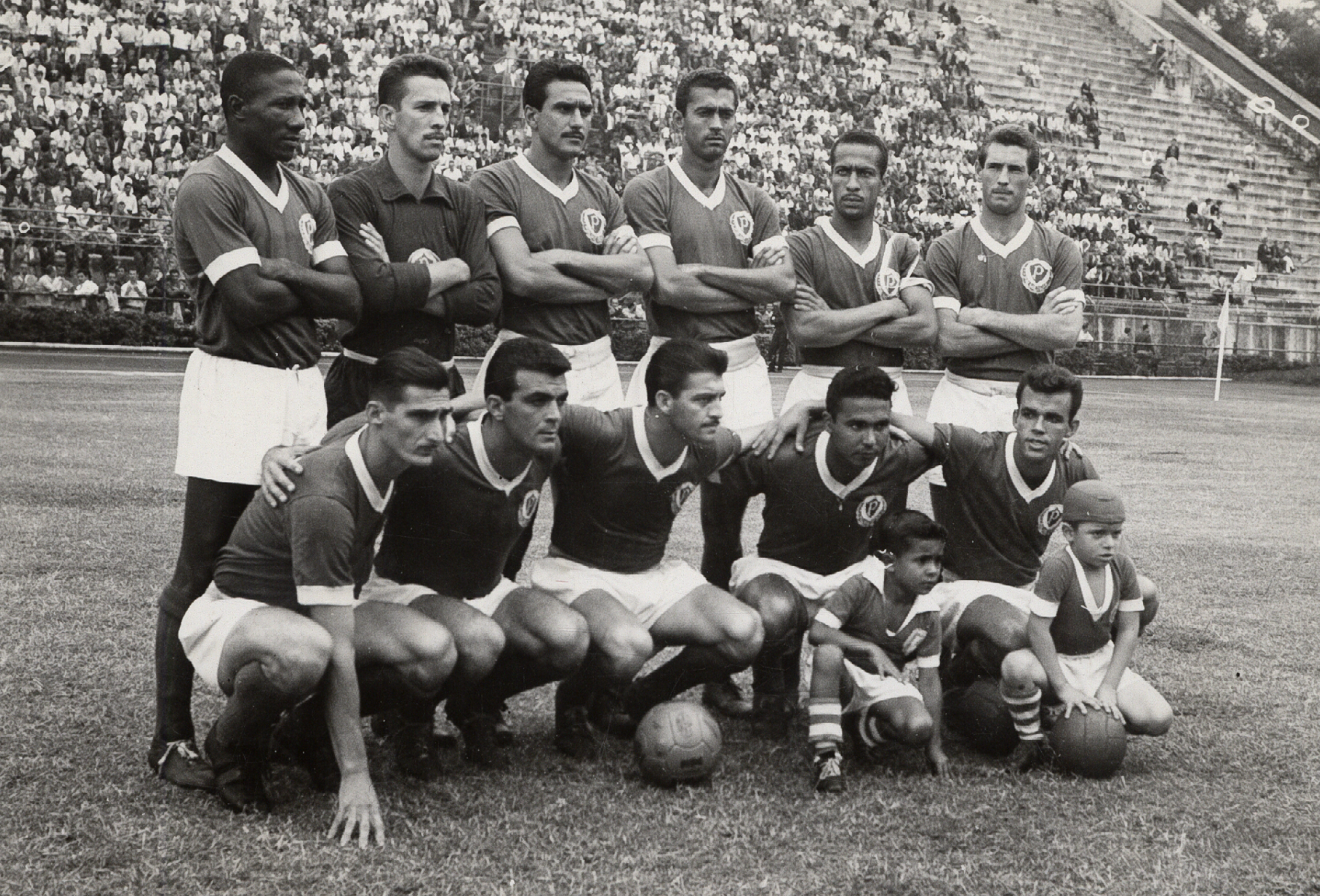
Equipe do Palmeiras em 1960

Voltou ao Brasil em 1959, quando passou a defender o Palmeiras. Fez parte do time que ficou conhecido como "Primeira Academia" e logo se tornou um dos maiores ídolos do clube.
Conquistou o Supercampeonato Paulista em cima do Santos de Pelé, sendo fundamental para a conquista. Ganhou, ainda, O Campeonato Brasileiro de 1960 pelo Palmeiras.
Fez parte do elenco que disputou o jogo histórico em que o Palmeiras vestiu a camisa da Seleção e goleou a Seleção Uruguaia por 3 x 0, na inauguração do Mineirão.
Foram 268 jogos com 81 gols com a camisa Palmeirense.
Na sua despedida contra o Náutico, saiu aos 32 minutos do primeiro tempo e deu lugar ao peruano Gallardo. Na primeira bola que o peruano errou o estádio inteiro puxou em coro: “Volta Julinho!”.

### Seleção Brasileira
Defendendo a Seleção Brasileira realizou um total de 31 partidas, marcando 13 gols.
Suas primeiras convocações para a Seleção foi para a disputa do Campeonato Pan-Americano do Chile, onde marcou um gol e ajudou o time canarinho a conquistar o título.
Julinho esteve na disputa do Campeonato Sul-Americano de Futebol de 1953, no qual atuou em seis jogos e marcou cinco gols, quatro deles na goleada de 8 a 1 sobre a Bolívia. Ainda deu quatro assistências na competição. Terminou como líder em gols e assistências da seleção no torneio. O Brasil foi vice-campeão.
Nas eliminatórias para a Copa do Mundo de 1954 fez 2 gols e 2 assistências em quatro jogos. Disputou a Copa de 54, onde fez um golaço contra o México e outro na derrota para os húngaros.
Venceu a Copa Roca de 1960.

#### Recusa para a Copa
Declinou a convocação para Seleção Brasileira de Futebol que disputaria a Copa do Mundo de 1958, alegando que, como não atuava no futebol brasileiro, não seria justo para com os jogadores que atuavam no Brasil, que ele representasse o país em um campeonato mundial.

#### Da vaia ao aplauso
O dia 13 de maio de 1959 foi marcante para a vida de Júlio Botelho. Naquela ocasião, a Seleção Brasileira enfrentaria no estádio do Maracanã a Inglaterra, em uma partida amistosa. Quando o locutor oficial do estádio anunciou a escalação da Seleção Brasileira, as 160 mil pessoas presentes no estádio foram uníssonas vaiando o nome de Julinho Botelho, pois o técnico Vicente Feola, havia preterido, para a partida, Mané Garrincha, jogador naturalmente amado pela torcida carioca. Porém, Julinho Botelho calou as vaias, com uma atuação magistral, sendo fundamental para a construção do placar. O Brasil venceu por 2 X 0 e Julinho deu um passe para que Henrique abrisse o placar. Em seguida, Julinho marcou um dos mais belos e emblemáticos gols do estádio, recebendo após o lance os mais intensos aplausos já ouvidos no Maracanã desde a Copa do Mundo de 1950.

#### Contusão
Além de se recusar a ir a copa de 1958, recusou também a de 1962. Em 1962 sentiu uma contusão na virilha no ultimo treino realizado. O técnico Aymoré Moreira insistiu que seguisse com a delegação, alegando que haveria tempo para sua recuperação, mas o caráter de Julinho falou mais alto. Ele não foi, pois considerou que o correto seria a convocação de Jair da Costa, que na época estava em excelente forma jogando pela Portuguesa. Para ele não seria correto um jogador contundido tomar o lugar de Jair da Costa.

### Fim da carreira
Julinho não foi campeão paulista de 1966, pelo Palmeiras, pois não fora inscrito na FPF. Na última rodada do paulistão daquele ano, o já campeão antecipadamente, Palmeiras, enfrentaria o São Paulo. Julinho foi ao estádio, onde as faixas seriam entregues. O Palmeiras tentou escalá-lo, pois jogando o último jogo, ele teria participado da conquista e agregaria mais um título à sua brilhante carreira. Porém, como não estava inscrito, a Federação Paulista de Futebol não autorizou sua escalação.

## Morte
Julinho Botelho faleceu aos 73 anos de idade, no dia 11 de janeiro de 2003, no seu amado bairro da Penha (zona leste da cidade de São Paulo), vitimado por problemas cardíacos.

## Títulos
Portuguesa
- Torneio Rio–São Paulo: 1952, 1955
- Fita Azul: 1952, 1953 e 1954

Fiorentina
- Campeonato Italiano: 1955–56

Palmeiras
- Campeonato Brasileiro: 1960
- Torneio Rio–São Paulo: 1965
- Campeonato Paulista: 1959, 1963

Seleção Brasileira
- Campeonato Panamericano: 1952
- Copa Rocca: 1960

### Campanhas de Destaque
Fiorentina
- Liga dos Campeões da UEFA Vice-Campeão: 1956-57[11]

Palmeiras
- Copa Libertadores da América Vice-Campeão: 1961[12]

### Premios individuais
- World Soccer World XI: 1960
- Hall da Fama do Futebol Brasileiro
- Hall da Fama da Fiorentina
- Seleção de Todos os Tempos do Brasil pela IFFHS (Time C): 2021[13]